# Molnár-Bánffy Kata
Molnár Bánffy Kata (Budapest, 1974. október 14. –) kommunikációs és médiaszakember. A Salt Communications kommunikációs ügynökség és a Képmás kiadó társtulajdonosa és vezetője.

## Élete
Szülei Bánffy Miklós és Ugron Mária Róza, mindketten erdélyi történelmi családok leszármazottai. Hat testvére van.  
A Patrona Hungariae Gimnáziumban érettségizett, felsőfokú tanulmányait az ELTE BTK latin-magyar szakán, majd a Budapesti Kommunikációs Főiskola (ma Budapesti Metropolitan Egyetem) üzleti kommunikáció szakán folytatta. Egyetemi évei alatt a Szent Ignác Jezsuita Szakkollégium tagja volt.  
1998-tól a Miniszterelnöki Hivatal kommunikációs tanácsadója, majd 2006-tól a MOL Nyrt munkatársa, később szponzorációs vezetője lett. 2012-ben Nagy István tervezőgrafikussal közösen megalapította saját kommunikációs cégét Salt Communications néven, melynek azóta is tulajdonosa és ügyvezetője. 2016-tól a Képmás kiadó, majd 2018-tól a Képmás Online Kft. résztulajdonosa és vezetője. 2017-től 2018-ig a Magyar Olimpiai Bizottság kommunikációs vezetője, a 2018. évi téli olimpiai játékok alatt a magyar csapat sajtóattaséja.
2018-tól a Magyar Turisztikai Ügynökség elnöki tanácsadó testületének tagja, 2021–2022 között a Magyar Turisztikai Ingatlanfejlesztési Zrt. felkérésére a BÁLNA rendezvényközpont tervezési fázisát koordinálta tanácsadóként. 2019-től 2020-ig a Várkapitányság koncepcióalkotói tanácsadó testületének tagja volt. 
Házas, férje Molnár Gábor geofizikus, űrkutató. Három gyermekük van.

## Társadalmi tevékenységei
Leányvár település független önkormányzati képviselője és alpolgármestere. (2014–2019)
A MOL Új Európa Alapítvány kurátora. (2021–2023)
A Közösségért Alapítvány kuratóriumi alelnöke.
A Carola Egyesület kuratóriumi tagja és ügyvezetője.
a Média a Családért Alapítvány kuratóriumi tagja.
a Vízimentésért Alapítvány kuratóriumi tagja.

## Produceri munkái
2018-tól kezdődően filmproducerként is dolgozik, többnyire történelmi és ismeretterjesztő filmek készítésében vesz részt, filmjeinek forgatókönyveit többnyire Ugron Zsolna írja, rendezőként Bertha Lívia működik közre. 
Filmes munkái:
2018 – Aranyok Aranya – dokumentumfilm sorozat Arany Jánosról (producer)
2022 – A maga természete szerint és szabadon – dokumentumfilm Szilvássy Carola erdélyi magyar arisztokratáról (producer)
2023 – Az elveszett király – ismeretterjesztő film II. András királyról (producer) 

## Díjai, elismerései
- Miniszteri elismerés, 2020

- Családokért díj,[14] 2021